# Santuário de Santa Isabel Ana Bayley Seton
O Santuário de Santa Isabel Ana Bayley Seton (em inglês:  Shrine of St. Elizabeth Ann Bayley Seton) está localizado na Igreja de Nossa Senhora do Santo Rosário, uma Igreja Católica da Arquidiocese de Nova York localizado no número 7 da State Street, entre as ruas Pearl e Water Streets no distrito financeiro de Manhattan, em Nova York.

## História da paróquia
Após a Guerra Civil, o autor irlandês Charlotte Grace O'Brien comprou a Casa James Watson para ser a Missão de Nossa Senhora do Rosário, que serviu como um local de acolhimento para jovens imigrantes. A paróquia foi estabelecida em 1884 como uma missão e elevada ao status de paróquia em 1886 quando o cardeal John McCloskey ordenou que a parte baixa de Manhattan e as ilhas Harbour fossem separadas da paróquia de São Pedro e constituíssem a Paróquia de Nossa Senhora da Fraternida de Rosário.

### Fusão
Em 2 de novembro de 2014, a Arquidiocese de Nova York anunciou que a paróquia de Nossa Senhora do Rosário se fundiria com a Basílica de São Pedro, na rua Barclay Street, tornando-se uma paróquia com dois locais. Nossa Senhora do Rosário é uma paróquia atípica, sem população residente significativa. Missas e sacramentos continuaram a ser celebrados em Nossa Senhora do Rosário.

## Edifícios
Elizabeth Ann Seton morou ao lado do número 8 da State Street após a falência do negócio de William Seton, forçando-os a desistir da casa da família Seton que ficava localizada no número 61 da Stone Street. Eles ficaram ali entre os anos de 1801 a 1803 antes de partir para a Itália com o objetivo de cuidar da saúde de William. Em 1840, o local abrigava os escritórios de várias empresas de transporte, como a New York e a Hammondsport Lake Line Boats, a New York and Hammondsport Lake Line Boats, a New York and Ithaca Line, e a New York and Seneca Falls Line Lake Boats.  Ele também foi sede do "Eight South Street Hotel". A igreja de alvenaria feita no estilo georgiano foi construída em 1964 e 1965 e foi projetada pela firma de Shanley & Sturges.
A igreja está localizada ao lado da Casa James Watson, que é um marco histórico da cidade de Nova Iorque, e que também está listado no Registro Nacional de Lugares Históricos. Construído em 1793 e ampliado em 1806, a parte oriental é obra de um arquiteto desconhecido, e a metade ocidental é atribuída a John McComb Jr. Em 1975, a casa tornou-se a Reitoria do Santuário.